# Řeřicha rumní
Řeřicha rumní (Lepidium ruderale) je jednoletá až dvouletá, plevelná bylina z čeledi brukvovitých.

## Popis
Řeřicha rumní je sytě a často našedle zelená rostlina dorůstající asi 25 cm. Vytváří malé keříky. Lodyha je přímá, obvykle už v dolní polovině větvená, s obloukovitě prohnutými větvemi. Může být buď roztroušeně chlupatá, nebo také lysá. Chlupy jsou tenké válcovité a tupé. Přízemní listy jsou eliptické, 5–7 cm dlouhé, jednoduše peřenodílné,dlouze řapíkaté, celokrajné. Dolní lodyžní listy jsou také celokrajné, obvykle jsou jednodušeji členěné. Střední a horní lodyžní listy jsou celistvé, čárkovité až čárkovitě kopinaté. Všechny listy řeřichy rumní jsou krátce odstále chlupaté. Řeřicha rumní vytváří drobné, nenápadné květy vyrůstající v řídkých hroznech, které mají zakrnělou nebo dokonce chybějící korunu. Plodem řeřichy rumní jsou široké vejčité nebo eliptické šešulky, obsahující malá semínka. Semena jsou úzká, vejcovitá, asi 1,5 mm dlouhá, žlutohnědá, nekřídlatá, mírně zploštělá, téměř hladká. Kořen je tenký, vřetenovitý, bledý.

## Rozšíření a výskyt
Řeřicha rumní pochází stejně jako její ostatní druhy ze Středomoří, nyní je rozšířená prakticky po celé Asii i Evropě s výjimkou polárních oblastí a tropů. Je hojně k nalezení na rumištích, pustých místech, úhorech, dále na okrajích cest či ve zdech starých staveb. Na vysýchavých, slabě humózních, živinami bohatých, občas zasolených, často dusíkem obohacených, ulehlých a sešlapaných půdách. Nacházíme ji tedy od nížin až do podhůří. Má ráda suché, živné i zasolené, písčité i hlinité půdy. Je náročná na světlo, může být potlačena i slabým zápojem jiného porostu.

### Rozšíření v Česku
V ČR je řeřicha rumní k nalezení od nížin až do podhůří hojně až dosti hojně. V nejvýše položených oblastech mezofytika se vyskytuje výrazně řidčeji. Horní hranice rozšíření řeřichy rumní je v nejnižších polohách oreofytika.

## Sběr
Řeřicha rumní se pěstuje především pro její nať (Herba lepidii ruderalis), obsahuje totiž jak vitamín C, tak železo a měď.

## Význam a zajímavosti
Rostliny z rodu řeřicha jsou velmi bohaté na minerální látky, převládá draslík a vápník. Obsaženy jsou i vitamíny, např. karoten, vitamín C a vitamíny skupiny B. Také zde můžeme najít sloučeniny síry, např. isothiokyanatan benzylnatý, jód, hořčík a selen. Droga má fytoncidní působení, je to tedy rostlinné antibiotikum Řeřicha rumní je nazývána také drtičem a to z důvodu její schopnosti rozpouštět močové kameny na malá zrníčka. Působí močopudně a v močovém traktu navíc i dezinfekčně. Další kladnou vlastností této řeřichy je, že příznivě ovlivňuje krvetvorbu a podílí se často na zlepšování krevního obrazu, zejména při chorobách červené krevní složky. Dále podporuje chuť k jídlu a celkové trávení. Řeřicha rumní může být zaměněna za řeřichu setou. Řeřicha rumní má ale neojíněnou lodyhu a navíc nepříjemně páchne.

## Galerie

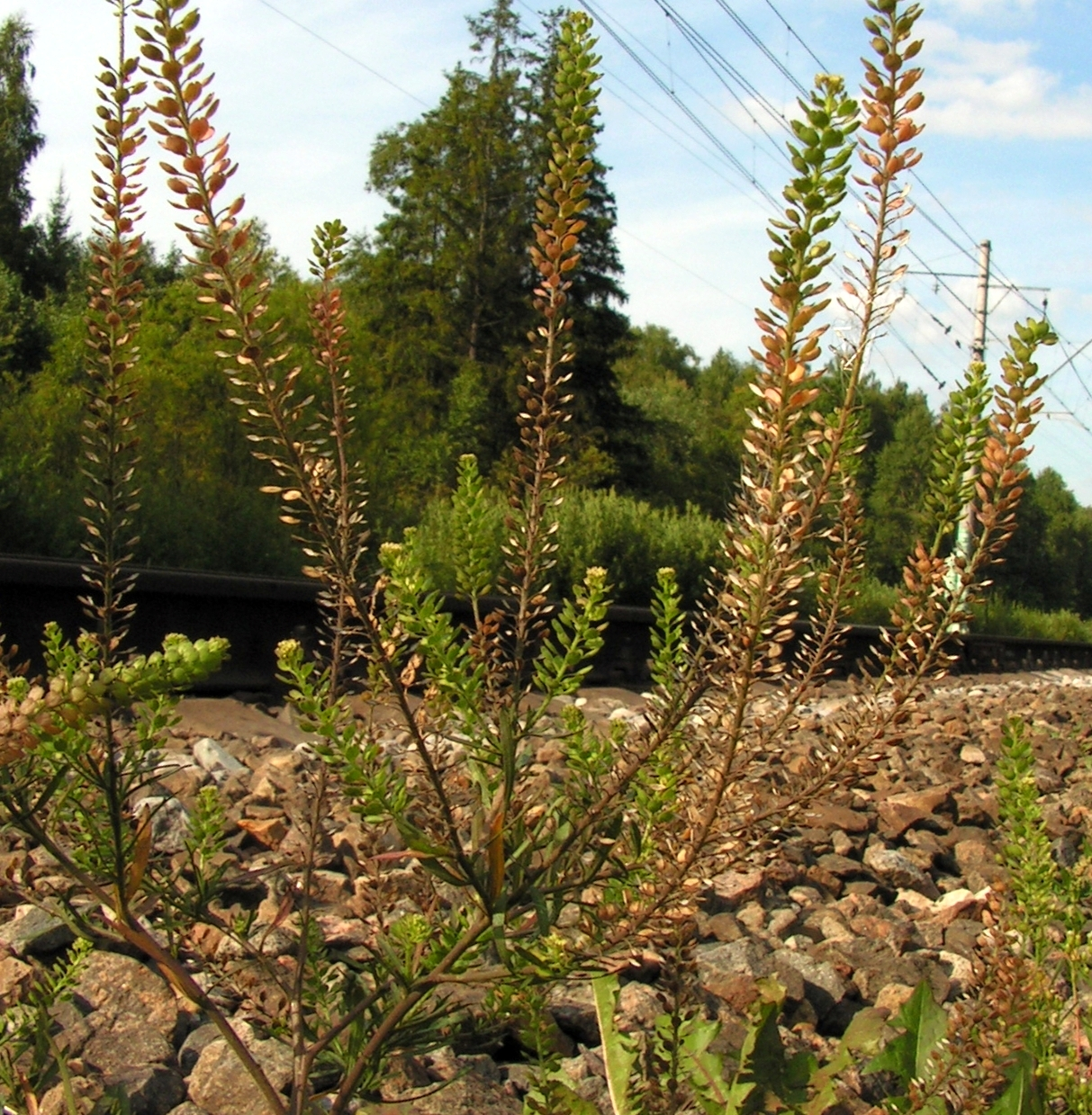
Řeřicha rumní
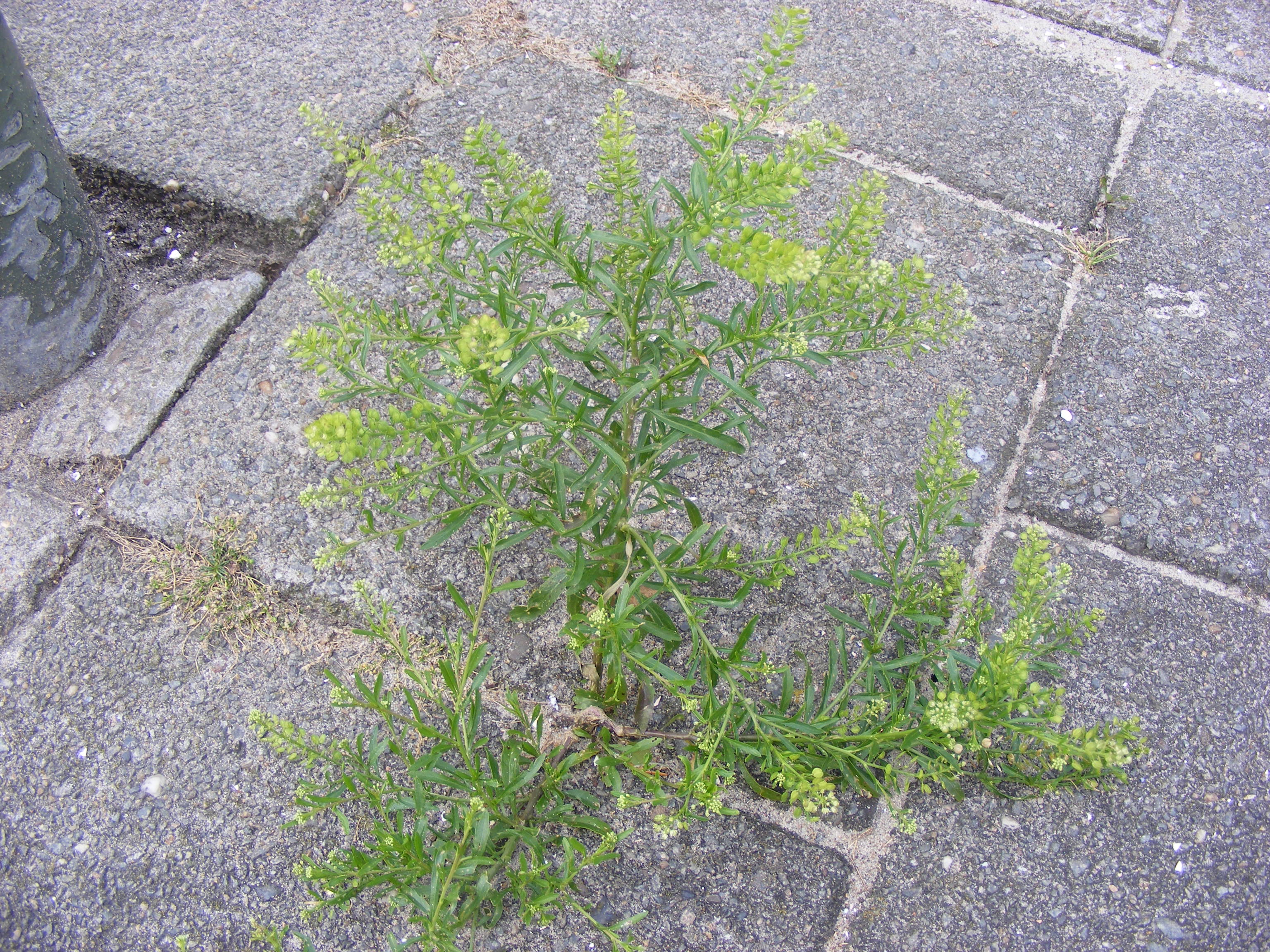
Řeřicha rumní